# Os Imortais
Os Imortais (Portugiesisch für: Die Unsterblichen) ist ein Film des portugiesischen Regisseurs António-Pedro Vasconcelos aus dem Jahr 2003.

## Handlung
Vier Veteranen eines Sonderkommandos des Portugiesischen Kolonialkriegs, die Imortais, treffen sich jedes Jahr in Begleitung von vier Frauen zu einem ausschweifenden Kurzurlaub. 1985 führt sie ihr Treffen an die Algarve, nach Albufeira. Dort verüben sie einen Banküberfall, jedoch verläuft dieser trotz seines Erfolges nicht reibungslos, und insbesondere durch die Begleitung Aluas, der französischen Femme fatale Madeleine Durand, gerät der bedingungslose Zusammenhalt der Gruppe ins Wanken.
Der Kriminalkommissar Malarranha steht wenige Tage vor seiner Pension, als er sich dieses Falles annimmt. Auch privat kreuzen sich die Wege aller Beteiligten zunehmend. Nach einer Reihe von Gewalttätigkeiten und Todesfällen endet der Film mit einem pensionierten Kommissar, der im Fado-Lokal des einzigen Überlebenden der vier Imortais als Gitarrist seine Berufung findet.

## Hintergrund
Die vier Veteranen zeichnen sich durch Härte und Gewalttätigkeit aus. Sie sind erfolgreiche Mitglieder der Gesellschaft, doch haben sie sich nie aus ihrer Rolle lösen und sich auch nie mit den gesellschaftlichen Veränderungen im Land nach der Nelkenrevolution anfreunden können. Sie gedenken ihres fünften, bei einem Kommandoeinsatz unter ungeklärten Umständen gestorbenen Kameraden, dessen verkohlte Leiche nie zweifelsfrei identifiziert werden konnte. Im Verlauf des Films stellt sich heraus, dass ihr Anführer Alua als Einziger die überraschende Wahrheit kennt. Die vier Veteranen stellen den rückwärtsgewandten, vom Estado Novo-Regime geformten und vom Kolonialkrieg traumatisierten Teil der Gesellschaft dar.
Der beleibte Kommissar Malarranha spielt Portugiesische Gitarre und mag Fado, lebt in der Alfama, ist Benfica-Anhänger und steht seinen jungen bürokratischen und karriereorientierten Kollegen und Vorgesetzten misstrauisch gegenüber. Anhand seiner Figur zeichnet der Film auch die Stimmung im Land Mitte der 1980er Jahre nach, die durch das Aufkommen der Yuppies und der konservativ-neoliberalen Ära Cavaco Silvas gekennzeichnet ist und für viele im Land den endgültigen Abschied von den Utopien der Nelkenrevolution und einem portugiesischen sozialen Weg bedeutete.

## Produktion
Die Dreharbeiten stellten den Regisseur und sein Team vor Herausforderungen. Am Set wurden drei Sprachen gesprochen, und die knapp kalkulierten Produktionstage für Außenaufnahmen wurden von wechselnden Wetterlagen und ungewöhnlich viel Regen begleitet. Bei der Produktion bemühte sich der Regisseur zudem um eine möglichst originalgetreue Darstellung der Filmszenen, die im Jahr 1985 spielen. So wurden Original-Autos und vor dem EU-Beitritt Portugals gültige Nummernschilder verwendet, Original-Fernsehsprecher engagiert und das originalgetreue Fernsehnachrichtenstudio nachgebildet. Auch die Innenausstattungen der Wohnungen und die Kleidung und Frisuren sind der Zeit angepasst worden.
Die Hauptdarstellerin Seigner sprach auf eigenen Wunsch ihre überwiegend portugiesischen Texte selbst, ohne jedoch Portugiesisch gelernt zu haben, sondern mit Hilfe von Aussprache-Lehrern. Ihr Mann, Regisseur Roman Polański, besuchte seine Frau mehrmals am Set des Films, mit ihren gemeinsamen Kindern.
Mafalda Arnauth schrieb und sang für den Film einen neuen Fado ein, den sie in einer Szene auch live vorträgt.
Der Film vereint Elemente des Kriminalfilms mit Fragestellungen der tiefgreifenden gesellschaftlichen Umbrüchen in Portugal seit dem Kolonialkrieg, die die Geschlechterrollen, gesellschaftliche Konventionen und soziale Fragen betreffen. Er richtet sich dabei jedoch stets an ein großes Publikum, das unterhalten werden möchte. So hat der Film auch humorvolle Unterhaltungen, erotische Szenen und Action-Teile.

## Rezeption
Der Film entspricht der Linie ehemaliger Novo-Cinema-Regisseure, die relevante Inhalte in unterhaltsamen Filmen verarbeiten. Vasconcelos wurde der erfolgreichste Vertreter dieser Richtung. Die Kritik hob die schauspielerischen Leistungen im Film hervor, der auch in Nebenrollen prominent besetzt war, und zeigte sich positiv überrascht durch die vorher nur als Theaterschauspielerin bekannte Paula Mora bzw. den nur als komischen Fernsehschauspieler bekannten Rui Unas.
Der Film gewann den Globo de Ouro 2004 für den besten Schauspieler (Nicolau Breyner) und wurde bei den Caminhos do Cinema Português in Coimbra mit dem Publikumspreis als bester Film ausgezeichnet.
2004 erschien der Film als mehrsprachig untertitelte DVD in einer Doppel-DVD-Sammleredition (Edição Coleccionador) bei Lusomundo in Portugal und 2010 erneut, als DVD-Pack mit Vasconcelos Film Jaime (1999).